# Chiesa di Santa Chiara (Crotone)
La chiesa di Santa Chiara, con l'annesso monastero delle clarisse, è una chiesa situata all'interno del centro storico di Crotone in piazza Villaroja.

## Storia
Edificata nel Cinquecento, venne consacrata il 31 ottobre 1774 dall'allora vescovo Giuseppe Capocchiani e restaurata alla fine del XVIII secolo. Del complesso monastico faceva parte un convento, di cui sono ancora visibili il campanile, le celle, la pavimentazione in cotto e il porticato del chiostro, realizzato in arenaria; è stata inoltre rinvenuta una cisterna con puteale del 1616. Dopo numerose trasformazioni dovute a diversi passaggi di proprietà, nel 1889 venne firmato un verbale di consegna del monastero al Comune di Crotone, che ne prese concretamente possesso solo nel 1916, allorquando le ultime tre monache rimaste decisero di abbandonare il convento in quanto ormai fatiscente. Nel 1932 venne stipulato tra il Comune di Crotone e la Curia vescovile il contratto di cessione con il quale l'intero monastero ritornò in proprietà della Curia. Il monastero, in parte utilizzato dai Padri Stimmatini e dalle Suore del Sacro Cuore, ospita una sede dell'Ufficio dei Beni Culturali.

## Controversie
Il monastero fu al centro di intrighi e scandali legati alle famiglie nobili della città: ne è prova una lettera, datata 27 febbraio 1569, che l'allora vescovo di Crotone Antonio Minturno scrisse al cardinale Guglielmo Sirleto per far presente che i nobili della città chiesero di allontanare dal monastero una certa Salomea Basoina di Santa Severina, vedova del nobile Prospero Susanna e accusata di concubinato insieme alla figlia Isabella, entrambe rinchiuse nel monastero senza il consenso delle monache per decreto penale della Vicaria. Alla protesta delle monache, del cappellano e del vescovo si unì anche quella del visitatore generale, il quale per mezzo di una missiva «ordinò che uscisse fuori insieme con la figlia», ma l'iniziativa trovò l'opposizione del potente cardinale Alessandrino.

## Galleria d'immagini

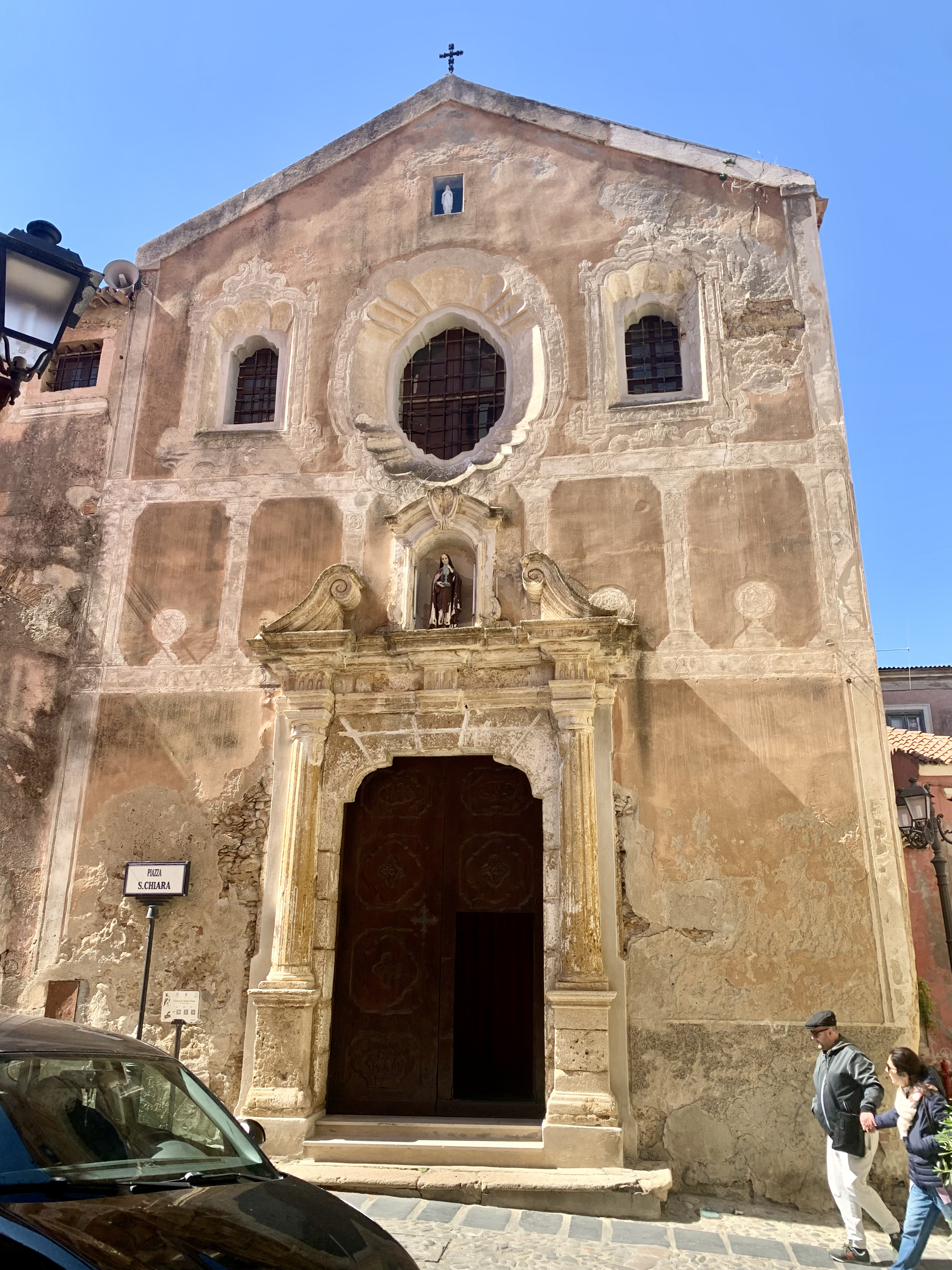
La facciata.
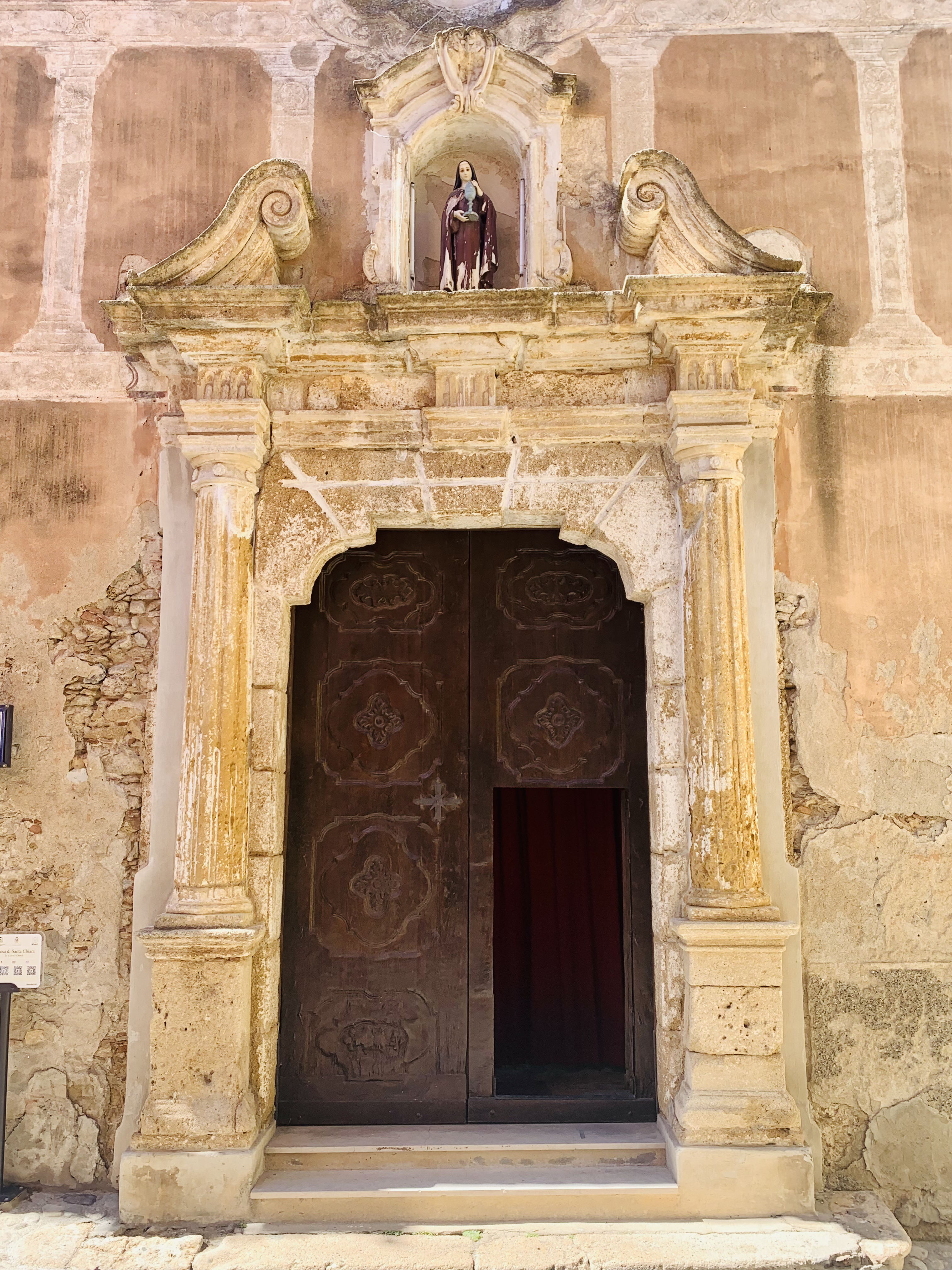
L'ingresso.
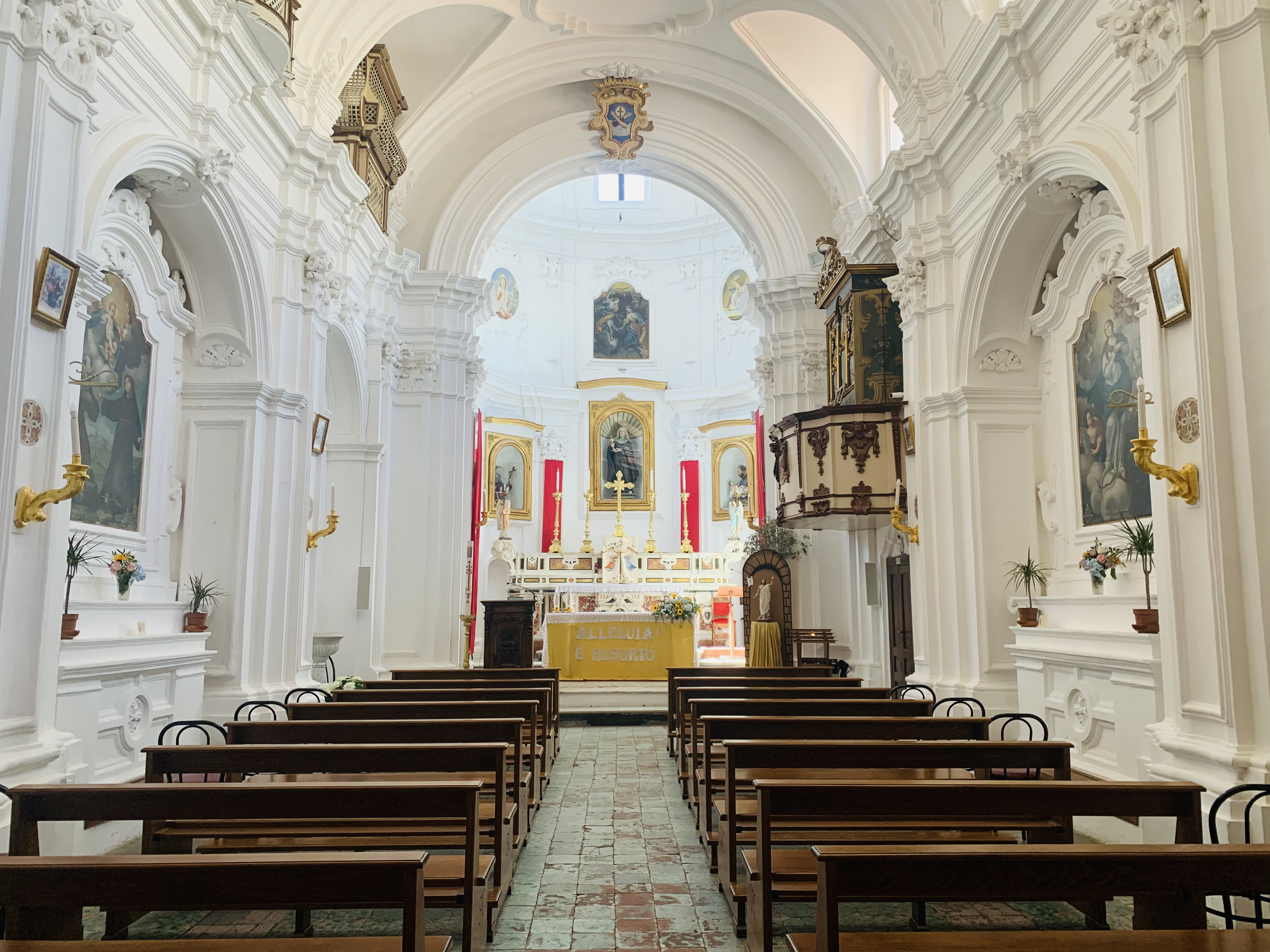
La navata principale.
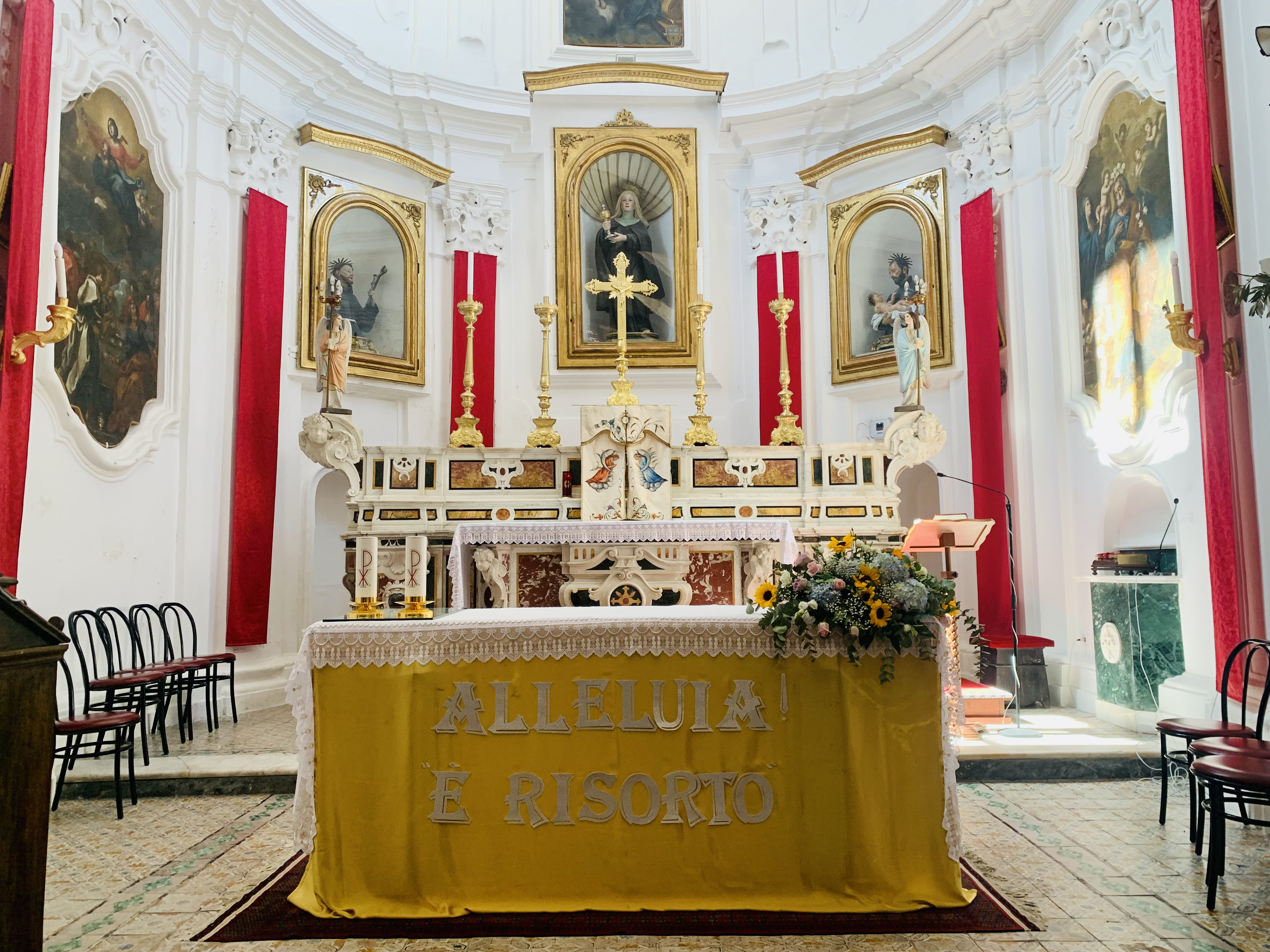
L'altare.
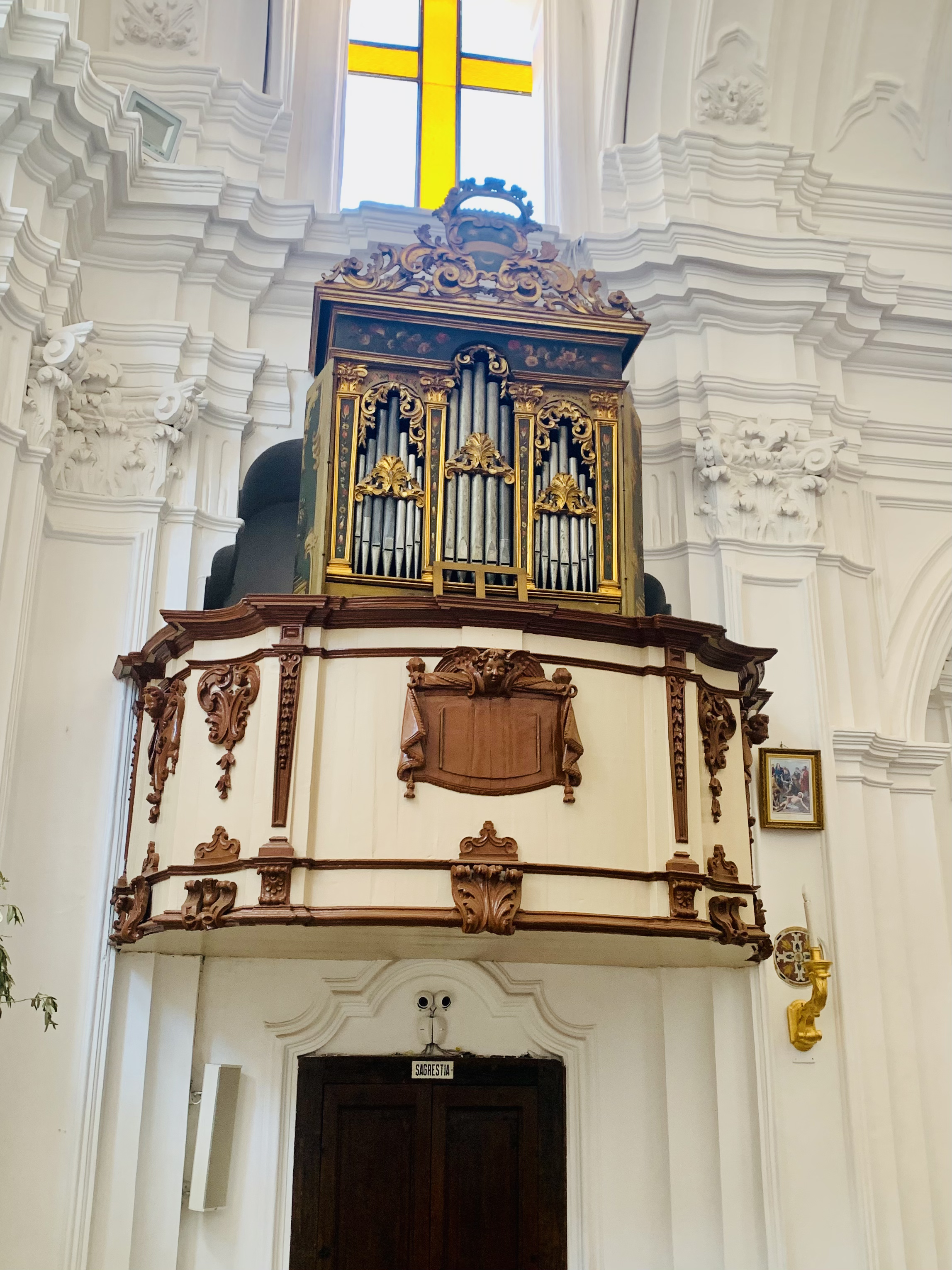
L'organo a canne.
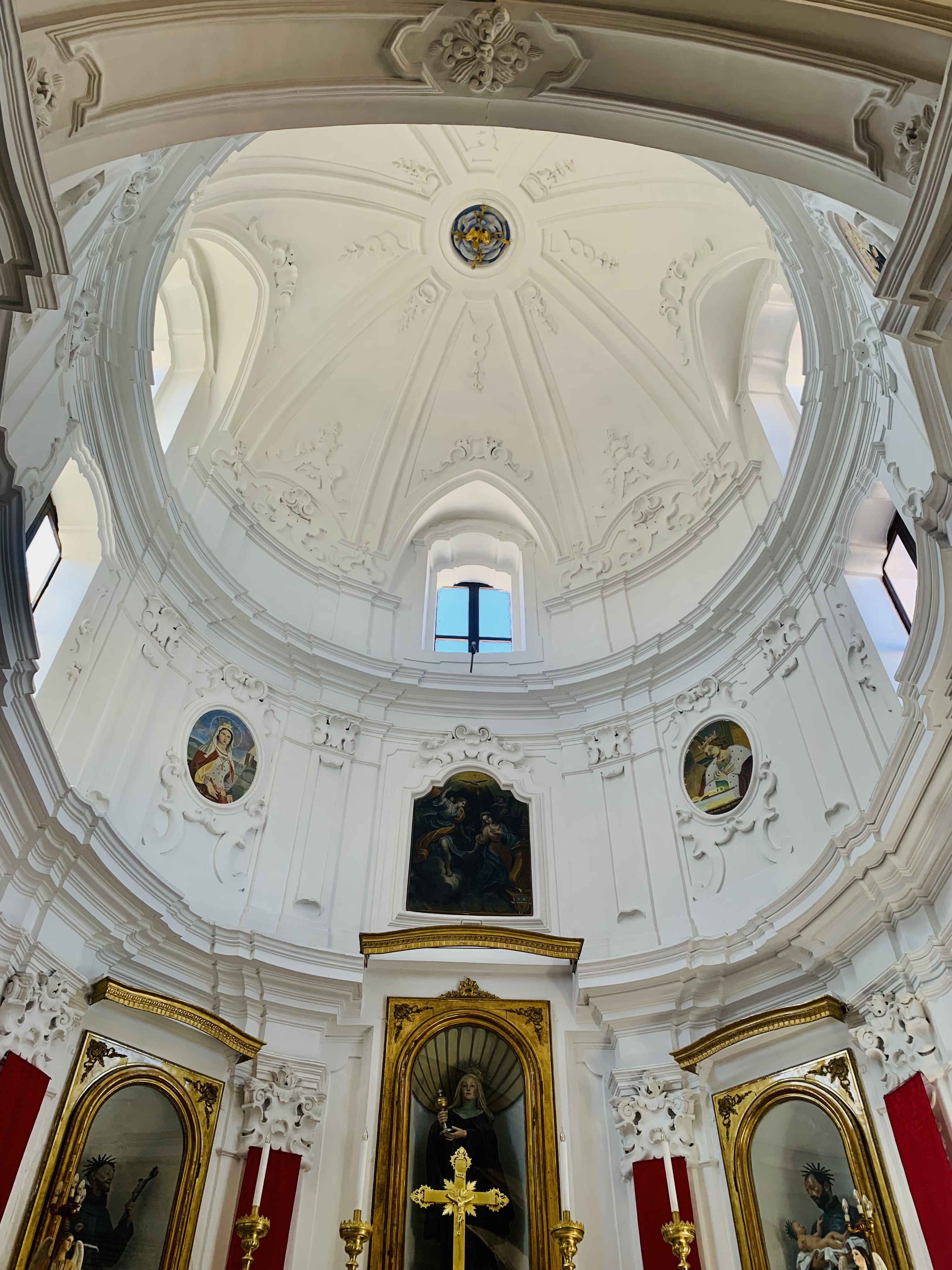
La cupola.